# 万世巨星 (电影)
《萬世巨星》（英語：Jesus Christ Superstar）是1973年美國的音樂電影，搖滾音樂劇。根據名作曲家安德魯·洛伊·韋伯與名劇作家提姆·萊斯的合作的知名百老匯音樂劇《耶穌基督超級巨星》改編而成的同名電影。電影講述一群現代年輕人在以色列的沙漠中，上演一齣以耶穌生平事蹟為題材的搖滾音樂劇。
片中透過背叛門徒猶大的眼睛，以獨特的角度，呈現出耶穌生前最後六天的生活。此音樂劇在一發行之初，就造成聳動，至今仍然爭論不休。

## 角色
- Ted Neeley（英语：Ted Neeley） 飾 耶穌
- 卡洛·安德森（英语：Carl Anderson (singer)） 飾 猶大
- Yvonne Elliman 飾 抹大拉的馬利亞
- Barry Dennen（英语：Barry Dennen） 飾 本丟·彼拉多
- 鮑勃·賓厄姆（英语：Bob Bingham） 飾 該亞法
- Kurt Yaghjian（英语：Kurt Yaghjian） 飾 Annas
- Josh Mostel（英语：Josh Mostel） 飾 希律·安提帕斯
- 保羅·湯瑪斯（英语：Paul Thomas (director)） 飾 彼得
- Larry Marshall 飾 奮銳黨的西門
- Richard Orbach 飾 約翰
- Robert LuPone（英语：Robert LuPone） 飾 雅各

## 外部連結
- 開眼電影網上《萬世巨星》的資料（繁體中文）
- 豆瓣电影上《万世巨星》的資料 （简体中文）
- 时光网上《万世巨星》的資料（简体中文）
- AllMovie上《萬世巨星》的资料（英文）
- 爛番茄上《萬世巨星》的資料（英文）
- TCM电影资料库上《萬世巨星》的资料（英文）
- 互联网电影数据库（IMDb）上《萬世巨星》的资料（英文）